# Wilhelm Boger
Wilhelm Friedrich Boger, né le 19 décembre 1906 et mort le 3 avril 1977, était un SS-Oberscharführer (sergent-chef) et membre du personnel de la Gestapo au camp de concentration d'Auschwitz. Il est condamné en 1965 à la prison à perpétuité pour crimes de guerre lors du procès de Francfort.

## Biographie
Wilhelm Boger est né à Zuffenhausen près de Stuttgart; son père est commerçant. Adolescent, il rejoint la Jeunesse hitlérienne. Il termine ses études secondaires en 1922, occupe un poste dans le commerce jusqu'en 1925 puis exerce un emploi de bureau à Stuttgart. Il adhère au Parti nazi en 1929. Après avoir perdu son emploi en 1932, il est admis sans qualification dans les services de police politique à Friedrichshafen et en juillet 1933 à la police politique à Stuttgart. De 1936 à 1937, il étudie à l'école de police. Il est nommé commissaire de police après avoir passé l'examen de police en 1937, bien qu'ayant été mis en détention en 1936 pour avoir maltraité un prisonnier lors d'un interrogatoire la même année.
Au début de la Seconde Guerre mondiale, il est affecté au bureau principal de la police d'État à Zichenau. Trois semaines plus tard, il est chargé de la mise en place et de la surveillance du poste de police des frontières à Ostrołęka. En 1940, il rejoint la 2e unité de réserve des SS basée à Dresde. Il est ensuite envoyé au front et est blessé en 1942. À cette date, il est muté à Auschwitz où il devient Untersturmführer (sous-lieutenant) à la section politique d'Auschwitz. La section politique (instance de la Gestapo) avait pour mission de garder les fiches personnelles des prisonniers, réceptionner les prisonniers, maintenir la sécurité du camp, lutter contre la résistance interne et procéder aux interrogatoires. Du 23 décembre 1943 jusqu'à l'évacuation du camp, il est le chef de la section des enquêtes et des interrogatoires au grade de sous-officier.
Il a inventé le « balançoire de Boger », un instrument de torture. C'était une barre de fer d'un mètre suspendue par des chaînes accrochées au plafond. Le prisonnier était complètement déshabillé et plié sur la barre, les poignets serrés aux chevilles. Un garde d'un côté poussait sur la barre, et le prisonnier était frappé avec des matraques ou autres objets similaires .La plupart des prisonniers périssaient à l'épreuve.
Il fuit en janvier 1945, pendant cinq mois jusqu'en juin 1945, il est finalement détenu à Ludwigsburg où vivaient ses parents. Il aurait dû être extradé en Pologne pour y être jugé, mais a réussi à s'échapper. De 1948 à 1949, il travaille dans une ferme à Crailsheim. Il a vécu ensuite avec sa famille sous son propre nom à Hemmingen près de Leonberg. Il a trouvé un poste de directeur des achats dans une usine d'avion vers Stuttgart. Il est arrêté en octobre 1958 à l'âge de 51 ans. Il avait jusqu'alors mené une vie retirée. Lorsque des connaissances ou des voisins l'interrogeaient sur ses activités à Auschwitz, il répondait qu'il n'avait rien à se reprocher. Il est ainsi passé au travers de la dénazification.
En 1959, il est arrêté pour la dernière fois, et est accusé pour crimes de guerre commis à Auschwitz. Jugé lors du procès de Francfort, aussi connu sous le nom de second procès d'Auschwitz, il est finalement condamné le 20 août 1965 à la réclusion à perpétuité pour meurtre dans au moins cinq cas, pour meurtre collectif dans au moins 109 cas et pour complicité de meurtre collectif.
Il est décédé à l'âge de 70 ans dans la prison de Bietigheim-Bissingen (Bade-Wurtemberg) en Allemagne, le 3 avril 1977, 19 ans après son arrestation et son procès.